# Gamma Ursae Majoris
Gamma Ursae Majoris (γ Ursae Majoris, viết tắt Gamma Uma, γ UMa), tên chính thức là Phecda, là một ngôi sao trong chòm sao Đại Hùng. Kể từ năm 1943, quang phổ của ngôi sao này đã đóng vai trò là một trong những điểm neo ổn định để phân loại các ngôi sao khác. Dựa trên các đo đạc thị sai với vệ tinh trắc lượng thiên thể Hipparcos, nó nằm ở khoảng cách khoảng 83,2 năm ánh sáng (25,5 parsec) tính từ Mặt Trời.
Nó là thân thuộc với hầu hết các nhà quan sát ở Bắc bán cầu như là ngôi sao phía dưới bên trái tạo thành cái muỗng của Bắc Đẩu, cùng với Alpha Ursae Majoris (Dubhe, phía trên bên phải), Beta Ursae Majoris (Merak, dưới bên phải) và Delta Ursae Majoris (Megrez, phía trên bên trái). Cùng với bốn ngôi sao khác trong khoảnh sao nổi tiếng này, Phecda tạo thành một quần tụ sao lỏng lẻo được gọi là nhóm di chuyển Ursa Major. Giống như các ngôi sao khác trong nhóm này, nó là một sao dãy chính, giống như Mặt Trời, mặc dù có phần nóng hơn, sáng hơn và lớn hơn.
Phecda nằm ở vị trí gần tương đối gần với hệ sao Mizar-Alcor nổi bật. Chúng cách nhau khoảng cách ước tính là 8,55 ly (2,62 pc); gần hơn nhiều so với khoảng cách từ chúng đến Mặt Trời. Sao Beta Ursae Majoris cách sao Gamma Ursae Majoris khoảng 11 ly (3,4 pc).

## Danh pháp
γ Ursae Majoris (Latin hóa thành Gamma Ursae Majoris) là định danh Bayer của ngôi sao này.
Nó có tên truyền thống Phecda hoặc Phad, bắt nguồn từ cụm từ tiếng Ả Rập فخذ الدب fakhth al-dubb nghĩa là 'đùi của gấu'. Năm 2016, Hiệp hội Thiên văn Quốc tế đã tổ chức Nhóm công tác về tên sao (WGSN)  để lập danh lục và chuẩn hóa tên riêng cho các ngôi sao. Bản tin đầu tiên của WGSN vào tháng 7 năm 2016 bao gồm một bảng với hai loạt tên đầu tiên được WGSN phê duyệt; trong đó bao gồm Phecda cho ngôi sao này.
Người theo Ấn Độ giáo gọi ngôi sao này là Pulastya, một trong bảy Rishis (bảy tiên nhân).
Trong thiên văn học Trung Quốc, 北斗 (Běi Dǒu, Bắc Đẩu), có nghĩa là mảng sao Bắc Đẩu (Nhóm sao Bắc Đẩu) trong Tử Vi viên, vì thế tên gọi tiếng Trung của Gamma Ursae Majoris là 北斗三 (Běi Dǒu sān, Bắc Đẩu tam, nghĩa là sao thứ ba của Bắc Đẩu). Tên gọi khác là 天璣 (Tiān Jī, Thiên Ki/Cơ, nghĩa là viên ngọc châu trên trời).

## Tính chất
Gamma Ursae Majoris là một sao Ae, được một lớp vỏ bọc khí bao quanh, bổ sung thêm các vạch phát xạ vào quang phổ của sao; vì thế mà có hậu tố 'e' (từ tiếng Anh emission) trong phân loại sao là A0 Ve. Nó có khối lượng gấp 2,6 lần khối lượng Mặt Trời, bán kính gấp 3 lần bán kính Mặt Trời, và nhiệt độ hiệu dụng 9.355 K tại bầu khí quyển bên ngoài của nó. Ngôi sao này tự quay nhanh, với vận tốc tự quay dự đoán là 178 km s−1. Đường kính góc ước tính của sao này là khoảng 0,92 mili giây cung. Tuổi của nó ước tính khoảng 300 triệu năm.
Gamma Ursae Majoris cũng là sao đôi trắc lượng thiên thể: sao đồng hành thường xuyên gây nhiễu đối với ngôi sao chính loại Ae này, làm cho nó lắc lư xung quanh trọng tâm của hệ. Từ đây người ta suy ra chu kỳ quỹ đạo là 20,5 năm. Sao phụ là một sao dãy chính loại K có khối lượng bằng 0,79 lần khối lượng Mặt Trời và nhiệt độ bề mặt 4.780 K.